# إبراهيم ملحم
إبراهيم راغب ناجي ملحم (أبو بهاء؛ وُلد في 2 نوفمبر 1957 في مخيم الدهيشة) كاتب ورئيس تحرير فلسطيني، كان المتحدث الرسمي باسم حكومة محمد اشتية بين عامي 2019 و2024.

## النشأة والتحصيل العلمي
وُلد إبراهيم ملحم في مخيم الدهيشة للاجئين الفلسطينيين عام 1957 بمدينة بيت لحم جنوب الضفة الغربية. تلقى تعليمه المدرسي في مدارس المخيم والمدينة، ثم التحق بجامعة بيت لحم والتي حصل منها على درجة البكالوريوس في الأدب العربي، ولاحقًا حصل على درجة الماجستير من جامعة القدس.

## الحياة العملية
عمل إبراهيم ملحم مُعدًا ومقدمًا للعديد من البرامج الإذاعية والتلفزيونية. كما ترأس تحرير وكالة معا الإخبارية، ورئيس الهيئة العامة للإذاعة والتلفزيون الفلسطيني، والمشرف العام على جريدة القدس الفلسطينية. 
منذ 13 أبريل 2019، كُلف ملحم ناطقًا رسميًا باسم حكومة محمد اشتية واستمر حتى 31 مارس 2024.

## مؤلفات
- في عام 2018، أصدر ملحم كتابه «الصحافة من البليت إلى التابليت».[2]